# Автошлях О 020102
Автошля́х О 020102 — автомобільний шлях довжиною 10,8 км, обласна дорога місцевого значення в Вінницькій області. Пролягає по Барському та Жмеринському районах від міста Бар до села Сеферівка.